# Péré (Hautes-Pyrénées)
Péré ist eine französische Gemeinde mit 62 Einwohnern (Stand 1. Januar 2022) im Département Hautes-Pyrénées in der Region Okzitanien (vor 2016: Midi-Pyrénées). Sie gehört zum Arrondissement Bagnères-de-Bigorre und zum Kanton La Vallée de l’Arros et des Baïses.
Die Einwohner werden Péréens und Péréennes genannt.

## Geographie
Die Gemeinde Péré liegt auf dem Plateau von Lannemezan, circa 15 Kilometer nordöstlich von Bagnères-de-Bigorre in der historischen Vizegrafschaft Nébouzan. An der östlichen Gemeindegrenze fließt der Bach Lène.
Umgeben wird Péré von den sechs Nachbargemeinden:
| Lanespède | Bégole                                      |           |
| Ricaud    | Kompassrose, die auf Nachbargemeinden zeigt | Caharet   |
|           | Mauvezin                                    | Lutilhous |

## Einwohnerentwicklung
Nach Beginn der Aufzeichnungen stieg die Einwohnerzahl bis zur zweiten Hälfte des 19. Jahrhunderts auf einen Höchststand von 250. In der Folgezeit sank die Größe der Gemeinde bei zwischenzeitlichen Erholungsphasen bis zu den 1990er Jahren auf 45 Einwohner, bevor eine kurze Wachstumsphase einsetzte, die sie auf ein Niveau von rund 55 Einwohner hob.
| Jahr      | 1962 | 1968 | 1975 | 1982 | 1990 | 1999 | 2006 | 2011 | 2022 |
| --------- | ---- | ---- | ---- | ---- | ---- | ---- | ---- | ---- | ---- |
| Einwohner | 175  | 170  | 141  | 133  | 161  | 182  | 203  | 218  | 62   |

## Sehenswürdigkeiten
- Pfarrkirche Nativité-de-la-Sainte-Vierge (Mariä Geburt)

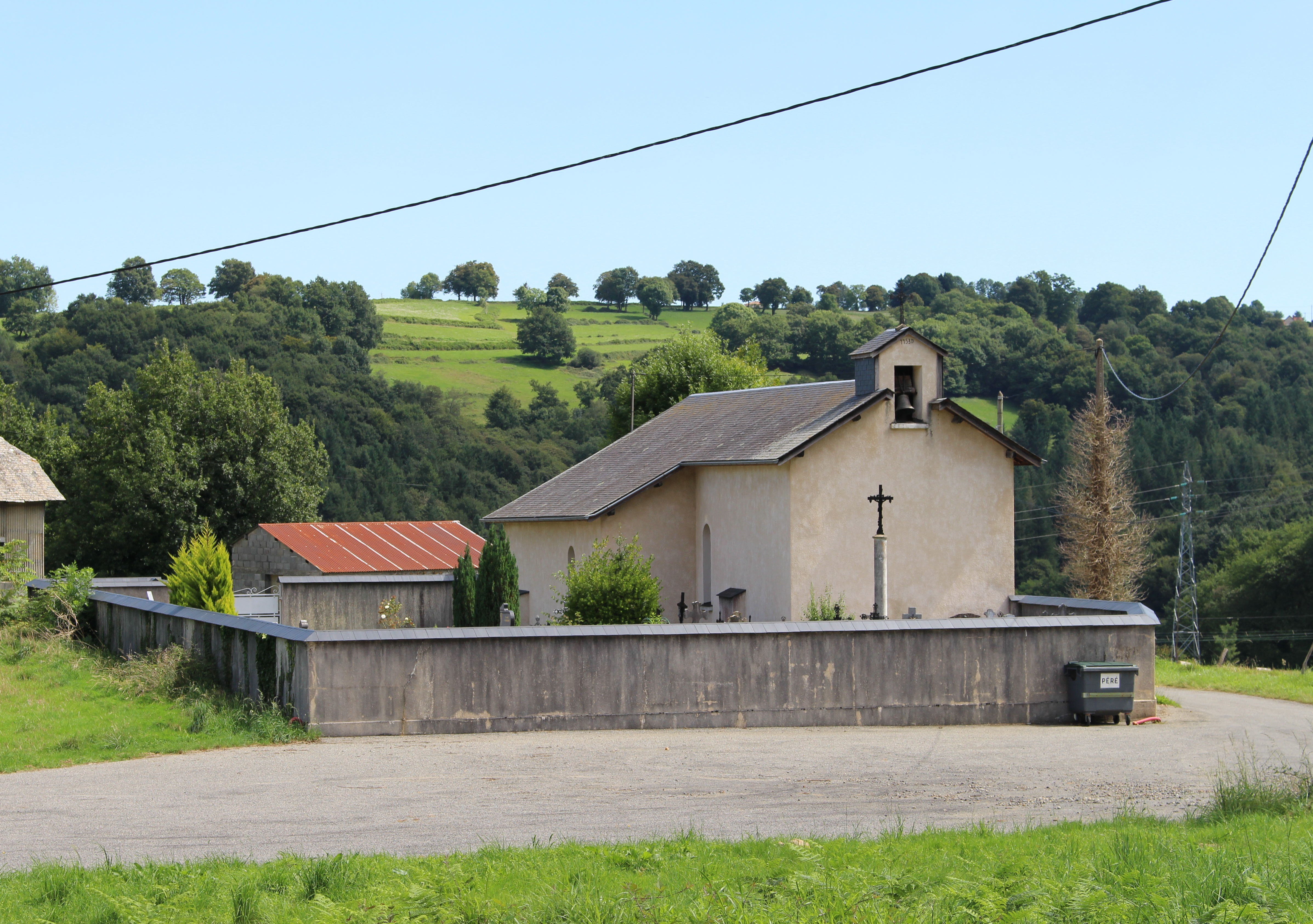
Pfarrkirche Nativité-de-la-Sainte-Vierge
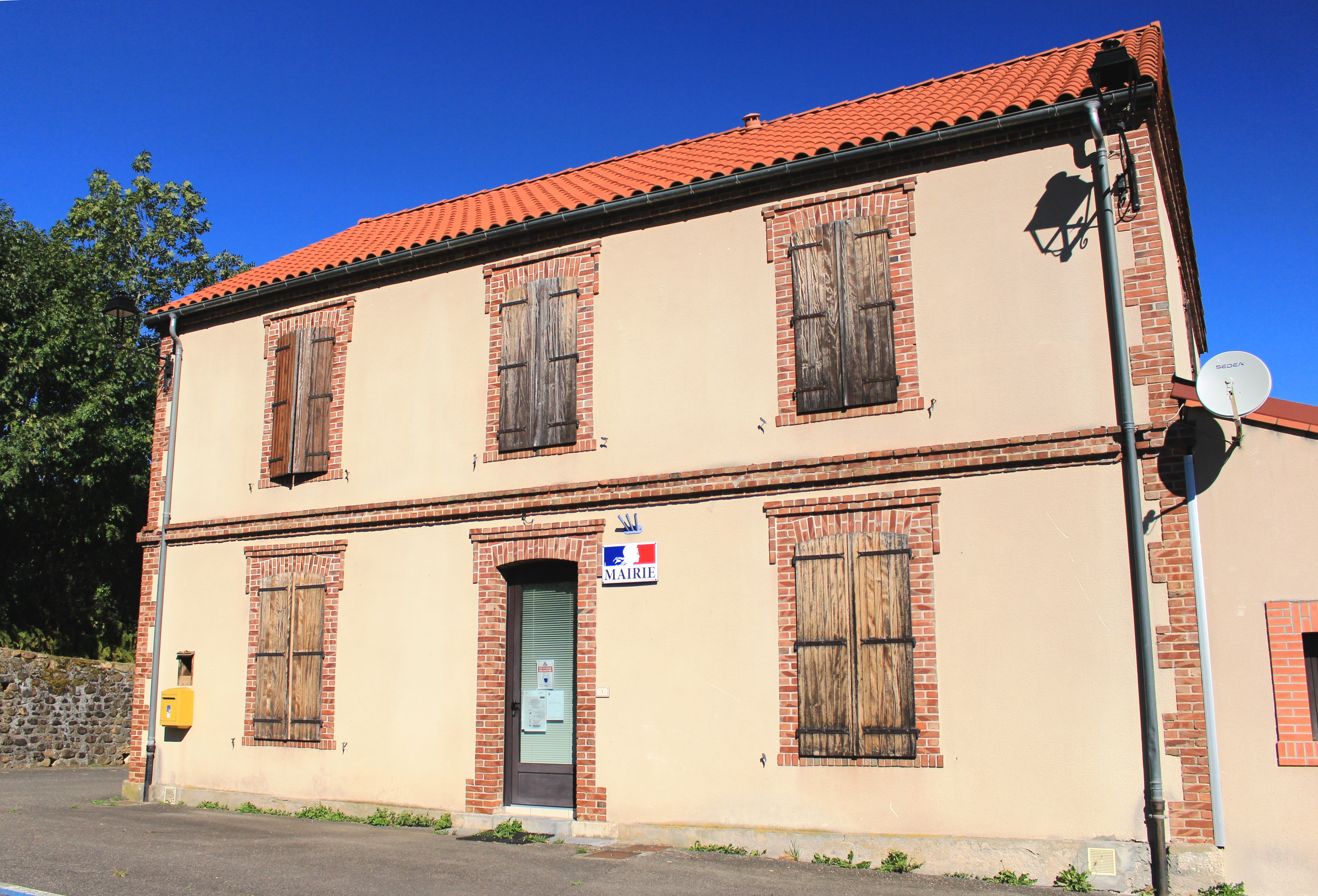
Rathaus (mairie)
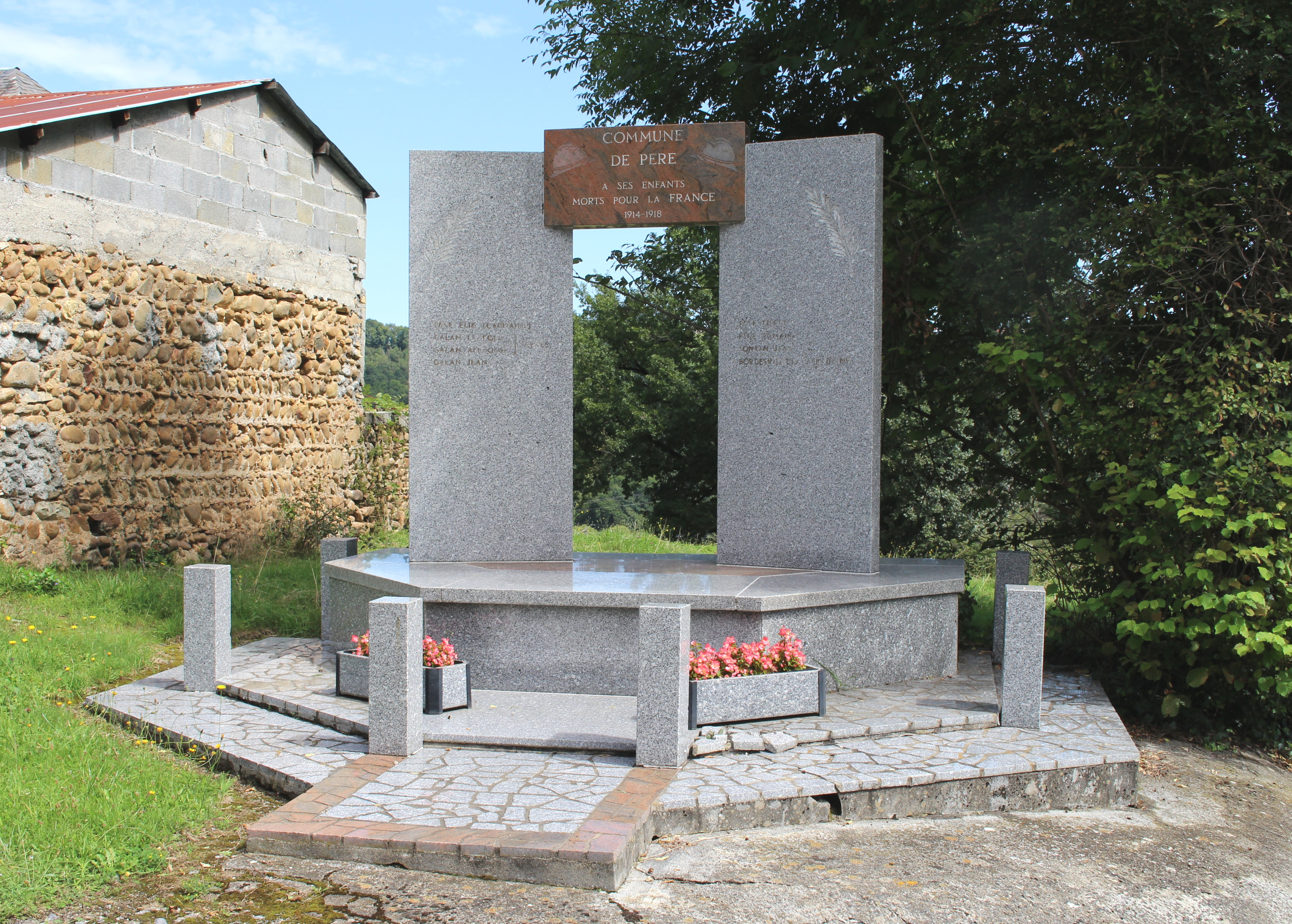
Gefallenendenkmal

## Wirtschaft und Infrastruktur
Péré liegt in den Zonen AOC der Schweinerasse Porc noir de Bigorre und des Schinkens Jambon noir de Bigorre.

### Verkehr

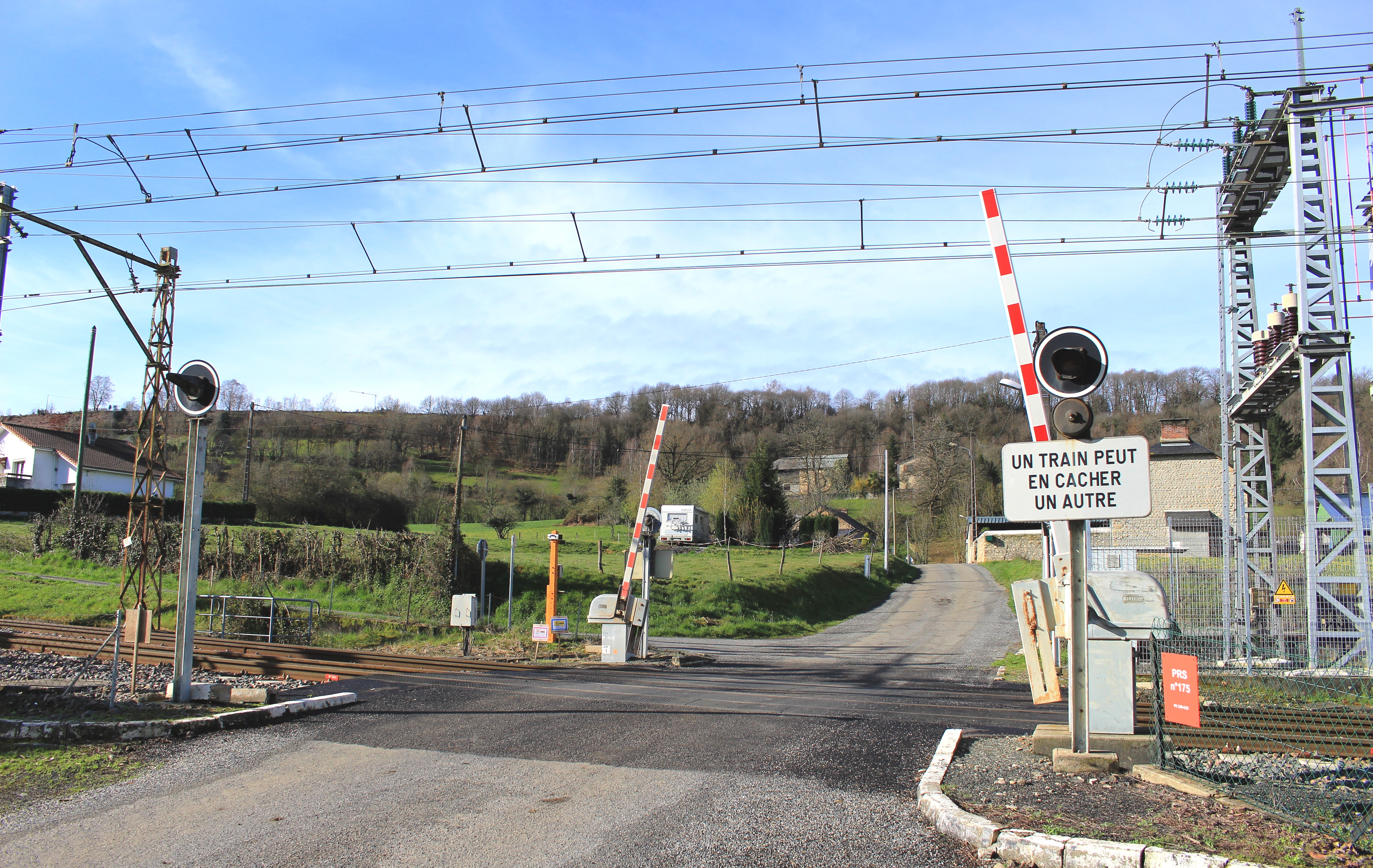
Bahnübergang in Péré

Péré ist über die Routes départementales 151 und 817, die ehemalige Route nationale 117, erreichbar.
Die Autoroute A64, genannt La Pyrénéenne, durchquert das Gebiet der Gemeinde ohne direkte Ausfahrt zum Ort. Die am nächsten gelegene Ausfahrt 15 ist circa sechs Kilometer entfernt und bedient die Gemeinde Capvern.
Fernzüge der staatlichen SNCF und Züge einer Linie des TER Occitanie, einer Regionalbahn der SNCF, befahren die Strecke von Pau nach Toulouse, die das Gebiet der Gemeinde ohne Haltepunkt durchquert. Der nächste Bahnhof befindet sich in Capvern.